# Іта (Гренландія)
Іта — покинуте селище на півночі Гренландії, в муніципалітеті Аваната. Слугувало відправною точкою для спорядження експедицій на Північний полюс у XX столітті.
Лежить на стародавньому міграційному шляху з півночі канадської Арктики; тут проходили декілька хвиль міграції культур від Індепенденс І (4 400 років тому) та Індепенденс ІІ (2 700 років тому) до Туле (менше тисячі років тому), що рухалися на північ. Останньою з міграцій була ескімоська, у 1865 році, з острова Баффінова Земля.
В середині XIX століття заселене інуїтами. Було найбільшим північним поселенням світу, але згодом, через суворий клімат, інуїти переселилися південніше. У XX столітті використовувалося як табір для спорядження кількох арктичних експедицій, зокрема, Кнуда Расмусена, Роберта Пірі, Гамфрі, Мак-Грегора, Хейга Томаса та інших. У 1984 році була спроба відновити поселення мешканцями Каанааку, але вона виявилася невдалою.